# Geoffroi Le Maingre
Geoffroi Le Maingre (auch Le Meingre, * in der Touraine; † um 13. Februar 1370 in Bologna) war ein französischer Prälat des 14. Jahrhunderts. Er war ab 1363 Bischof und Herzog von Laon und damit Pair de France.
Geoffroi Le Maingre stammt aus der Touraine, seine Eltern sind nicht bekannt. Sein Bruder ist Jean I. Le Maingre genannt Boucicaut, der 1356 Marschall von Frankreich wurde. Er war für deine Laufbahn in der Kirche bestimmt (und daher wohl jünger als Jean) und tritt anfangs als Dekan der Kirche von Tours auf. 1363, sieben Jahre nachdem sein Bruder Marschall geworden war, wurde er als Nachfolger von Robert Le Coq zum Bischof von Laon ernannt, womit der Titel eines Herzogs und der Rang eines Pair de France verbunden war.
1364 nahm er an der Krönung des Königs Karl V. teil und im Jahr darauf an der Versammlung der Großen des Reiches in Paris. Im selben Jahr befreite er den Bürgermeister und die Ratsherren von Laon vom Lehnseid, zu dem sie seit dem Episkopat von Bischof Garnier (1238–1248) gehalten waren.
Er reiste nach Bologna zu Papst Urban V., der in 1366 ins Bistum Le Mans versetzen wollte, um den Bischofsstuhl in Laon für Jean d’Anguerant, Bischof von Chartres frei zu bekommen. Beide Bischöfe lehnten den Wechsel ab.
Geoffroi Le Maingre starb etwa am 13. Februar 1370 in Bologna. Sein Nachfolger in Laon wurde Pierre Aycelin de Montaigut.

### Weblink
- Etienne Pattou, Famille Le Meingre dite (de) « Boucicau » alias Boucicault (online, abgerufen am 15. Juli 2019)

| Personendaten    | Personendaten                        |
| ---------------- | ------------------------------------ |
| NAME             | Le Maingre, Geoffroi                 |
| ALTERNATIVNAMEN  | Geoffroi Le Meingre                  |
| KURZBESCHREIBUNG | Bischof von Laon, Pair de France     |
| GEBURTSDATUM     | 13. Jahrhundert oder 14. Jahrhundert |
| STERBEDATUM      | um 13. Februar 1370                  |
| STERBEORT        | Bologna                              |